# Государственная академия славянской культуры
Госуда́рственная акаде́мия славя́нской культу́ры (ГАСК) — высшее учебное заведение в Москве. В качестве самостоятельного учреждения существовало до 20 февраля 2016 года. В настоящее время — Институт славянской культуры (на правах факультета) Российского государственного университета имени А. Н. Косыгина (Технология. Дизайн. Искусство).

## История
Академия славянской культуры основана распоряжением Правительства России 21 сентября 1992 года в Москве.
16 февраля 1994 года по благословению Святейшего Патриарха Московского и всея Руси Алексия II в АСК был освящён Домовый храм во имя преподобного Серафима Саровского.
В 1996 году в АСК создан музей славянских культур, коллекция которого (белорусская соломка, старинные болгарские туфли, украинские национальные костюмы, украшенные традиционной вышивкой, чешская керамика) «пополняется с каждым учебным годом — после практики за границей студенты везут все новые и новые экспонаты». Самый старинный экспонат относится к XVIII веку.
В 1997 году Академия славянской культуры на основании решения Учёного совета приказом Министерства образования Российской Федерации переименована в Государственную академию славянской культуры.
В 2002 году ГАСК успешно прошла государственную аккредитацию, лицензирование и аттестацию, подтвердив свой статус академии.
В 2002 году в честь десятилетия со дня своего образования ГАСК учредила почётный нагрудный знак Орден Верности имени преподобного Серафима Саровского — небесного покровителя Академии (автор эскиза — В. Г. Козырев, автор прорисовки св. Серафима Саровского — В. П. Низов).
Приказом Минобрнауки России от 12 октября 2015 № 1124 реорганизовано в форме присоединения к ФГБОУ ВПО «Московскому государственному университету дизайна и технологии» (ныне: Российский государственный университет имени А. Н. Косыгина) в качестве структурного подразделения.

## Символика академии
Первый символ Академии славянской культуры был создан в 1993 году по эскизу художника В. Н. Балабанова в виде латунного значка диаметром 21 миллиметр, с креплением-цанга и покрытого холодными эмалями. Символика значка представляла собой стилизованное изображение раскрытой книги (символ просвещения), в которую вписана аббревиатуру АСК (Академия славянской культуры), а над все этим находится изображение парящего голубя (символ Святого Духа), с исходящими от него лучами света.
В 1993-1994 годах художник И. Л. Колчужкин подготовил новый логотип вуза: аббревиатура АСК располагается на стилизованном изображении свитка (символ образования), который венчает изображение храма (Академия сочетает светское и духовное начала для образования гармоничной личности). Вариантов эскизов было несколько, но сохранился только один, который и стал эмблемой Академии в 1994—1997 годах.
В 1997 году в связи с изменением наименования, был обновлён логотип (вместо аббревиатуры АСК стало — ГАСК), автором которого стала В. Е. Гусева, а компьютерную прорисовку сделала Ю. Г. Кучмаева.

## Образовательная деятельность
ГАСК разработана и успешно осуществляется Международная программа непрерывного гуманитарного образования (с 3-летнего возраста и до окончания вуза), получившая в 1996 году одобрение от Комитета по культуре и Комитета по образованию Государственной думы Российской Федерации.

### Направления подготовки (обучения)
Студенты учатся по 7 направлениям:
- 45.03.01 Филология: отечественная; зарубежная (славянская)
- 45.03.02 Лингвистика
- 50.03.04 Теория и история искусств
- 51.03.01 Культурология
- 51.03.02 Народная художественная культура
- 52.03.01 Хореографическое искусство
- 54.05.02 Живопись

### Творческий центр
Создан с целью формирование у учащихся творческих, организаторских, научно-исследовательских и других способностей, а также психологической ориентации студентов в современном обществе.

## Руководство

### Основатель
Кучмаева, Изольда Константиновна (умерла в 2014 году) — доктор философских наук, Почётный работник высшего образования России, кавалер ордена Святой Равноапостольной Великой Княгини Ольги, лауреат Государственной премии Российской Федерации.

### Директор
Юдин Михаил Вячеславович — директор Института славянской культуры РГУ им. А. Н. Косыгина, кандидат исторических наук, доцент.

## Инцидент с выселением ГАСК
13 июля 2011 года, из-за отказа Департамента имущества города Москвы продлить аренду помещения и подачи искового заявления в суд, ГАСК оказалась под угрозой закрытия.
Ректор ГАСК А. К. Коненкова сообщила: «Помещение, которое мы все это время занимали, нам передали сначала на 50 лет — до 2044 года. Затем Юрий Лужков отменил своё постановление и передал нам здание в оперативное управление на пять лет. Когда срок закончился, в 2005 году нас поставили перед фактом: или выезжаете, или берете здание в аренду сроком еще на пять лет. Причем самого распоряжения нам не прислали, только договор. То есть мы даже не видели в глаза распоряжение или постановление правительства, которое стало основанием для этого договора».